# Newman Enterprises
Newman Enterprises is een fictief bedrijf uit de soapserie The Young and the Restless en heeft zijn hoofdzetel in Genoa City, Wisconsin. 
Het bedrijf werd in 1980 opgericht door Victor Newman nadat hij ontslag nam bij Chancellor Industries.  